# Síndrome de Charles Bonnet
A síndrome de Charles Bonnet é uma doença que faz com que pacientes com pouca visão tenham alucinações visuais. Essa doença foi descrita por Charles Bonnet em 1769. Essas visões podem durar minutos, ou até horas. Geralmente são nítidas, coloridas, silenciosas e complexas, desaparecendo abruptamente, e foi introduzida na Psiquiatria de língua Inglesa em 1982.
As alucinações dos pacientes podem ter características Simples ou Complexas.
As Simples não formam imagens nítidas ou são visões elementares, como figuras geométricas, cores e luzes.
As complexas são alucinações visuais claras que podem formar imagens de animais, pessoas e objetos conhecidos pelo paciente ou não.
Geralmente as pessoas que sofrem da Síndrome, no início, podem pensar que estão com algum distúrbio mental. As imagens vistas pelo paciente nem sempre condizem com a realidade, e podem ocorrer distorções como visões com animais deformados ou pessoas que se desintegram. 